# Искра (производственное объединение)
Производственное объединение «Искра» — советское и российское предприятие по выпуску отечественной электронно-вычислительной техники; массово выпускало IBM-совместимые компьютеры. На ПО «Искра» впервые в СССР был освоен выпуск портативных контрольно-кассовых машин. В настоящее время завод занимается в основном выпуском кассовых аппаратов. Предприятие расположено в Смоленске, между улицами Бабушкина и Смольянинова, основано в 1968 году.

## Выпускавшиеся компьютеры
В конце 1980-х — начале 1990-х годов завод выпускал популярные среди жителей бывшего СССР ibm-совместимые компьютеры на полностью советской элементной базе. Особое распространение получили компьютеры Искра 1030М, Ассистент-128, Микро-86М и Турбо-86М. Также был начат выпуск компьютеров Искра 286М на базе процессора аналогичного Intel 80286, но популярности эти компьютеры не получили из-за значительной конкуренции со стороны зарубежных производителей.

### Искра 1030М
ЭВМ «Искра 1030М» является продолжением серии ЭВМ Искра, выпускалась Производственным Объединением «ИСКРА» до 1992-1993 года; разработана ЛНПО (Ленинградским Научно-Производственным Объединением) «Электронмаш» (Ленинград). Впервые была представлена на Международной Отраслевой Выставке (International Specialized Exhibition) Автоматизация ’89 (Automation’89) в Москве в Выставочном комплексе на Красной Пресне 28 ноября — 7 декабря 1989 года.
ПП ЭВМ «Искра 1030М» может функционировать как отдельная микрокомпьютерная система или использоваться в качестве интеллектуального терминала. ЭВМ построена по модульному принципу. В компактном модуле — накопитель на гибких магнитных дисках (НГМД — FDD 5,25') и накопитель на магнитном диске (НМД — Винчестер (HDD — 5-20 МБ)). К модулю процессора подключаются: монохромный дисплей, клавиатура, свободно перемещаемая пользователем, печатное устройство (принтер)+графопостроитель, блок фильтра распределителя. ПП ЭВМ «Искра 1030М» выполнена с использованием интегральных схем большой степени интеграции (на момент создания).
- Тип микропроцессора: КР1810ВМ86 (4,77 МГц)
- Сопроцессор: К1810ВМ87
- Тип ОС: M-86, АДОС, ИНМОС
- Текстовый режим: 80x25
- Графический режим: 640х200
- Цвета: Ч/Б
- Ёмкость ОЗУ: 640 КБ (с возможностью наращивания до 1 Мбайт)
- Ёмкость НГМД типа ТМ65-4: 1 МБ (неформатированная 5,22’)
- Ёмкость НМД типа Т-225 20 МБ (форматированная)
- Количество НГМД: 2
- Количество НМД (HDD): 1 (имеет возможность подключения второго)
- ПО: GW-Basic — Qbasic, Turbo Pascal 7.00, Turbo Assembler, Turbo Debugger и др., Графический редактор PC Illustrator 3.00, Текстовый редактор от R1 до Лексикона 1.3, Игры Formula 1, Tetris…

### ПК Ассистент
Компьютер для домашнего использования, выпускался в виде моноблока, включащего в себя собственно сам компьютер с блоком питания и клавиатурой. Имелась возможность подключения внешнего CGA-монитора или телевизора. В ПЗУ записан бейсик, являющийся одновременно некоторым подобием операционной системы. В стандартной поставке рекомендовалось использование ПК вместе с кассетным магнитофоном, но была возможность и подключения дисковода. Стоил 1 225 рублей.
- Тип микропроцессора: аналог i8086 (5Mhz)
- Тип ОС: CP/M с интегрированым языком BASIC или АДОС,MS-DOS,IBM-DOS (при наличии дисковода)
- Текстовый режим: 80x25 или 40х25
- Графический режим: 640х200 или 320х200
- Цвета: CGA
- Ёмкость ОЗУ: 128кб (с возможностью наращивания до 640кб)
- Количество НМД (HDD): нет

### Турбо 86М
Улучшенная версия компьютера Искра 1030М. Комплектовался цветным 14" CGA-монитором, НМД объёмом 20 мегабайт. Отдельно можно было приобрести мышку.

### Микро 86М
Упрощённая версия компьютера Турбо 86М; отличается от него только отсутствием второго дисковода, монохромным монитором, изменённым уменьшенным корпусом и отсутствием жёсткого диска.